# Congruență (geometrie)
Congruența (în geometrie) este o relație de echivalență între două figuri geometrice care au aceeași formă și mărime. În termeni mai riguroși, două figuri, considerate ca mulțimi de puncte, sunt congruente dacă una se poate transforma în cealaltă printr-o Izometrie, adică o transformare bijectivă care păstrează lungimile. Chiar dacă două figuri congruente au poziții diferite în plan sau în spațiu, ele pot fi suprapuse printr-o translație și/sau rotație astfel încât să se suprapună perfect.
Două segmente sunt congruente dacă au aceeași lungime. Similar, două unghiuri congruente au măsuri egale. Cercurile congruente au același diametru.

## Congruența a două triunghiuri
Două triunghiuri sunt congruente dacă laturile și unghiurile corespunzătoare au aceeași mărime.

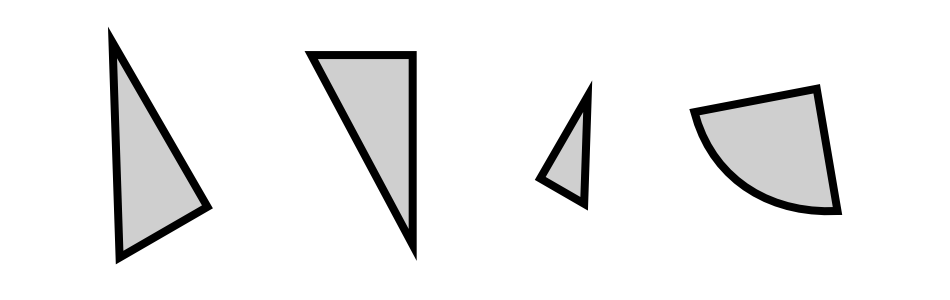
Primele două figuri din stânga sunt congruente, în timp ce a treia este doar asemenea cu primele.

### Teoremele de congruență a triunghiurilor
- LUL: Două triunghiuri sunt congruente dacă au o pereche de laturi congruente și unghiurile formate de acestea congruente.
- ULU: Două triunghiuri sunt congruente dacă au o pereche de unghiuri congruente și latura lor comună dintr-un triunghi este congruentă cu cea similară din cel de-al doilea triunghi.
- LLL: Două triunghiuri sunt congruente dacă au laturile corespondente congruente.

## În geometria hiperbolică
Dacă în geometria euclidiană UUU este doar un caz de asemănare, în geometria hiperbolică acesta este un caz de congruență.

## Congruența în geometria analitică
În geometria analitică două mulțimi de puncte{\displaystyle A,A'\,} sunt congruente dacă există o funcție 
{\displaystyle f:A\to A'\,} cu proprietatea:
{\displaystyle d(f(x),f(y))=d(x,y)\,} ,
pentru orice {\displaystyle x,y\in A\,} .